# 濕租
濕租（英語：wet lease）指的是航空公司跟其他公司租借飛機，連同機上最少一名機組人員一起租。這種狀況最常出現在剛成立的航空公司，或自己的公司沒有租借的同型機，還有旅遊旺季、麥加朝聖等特殊節日時。例如遠東航空租給吳哥航空的波音757，即是採用濕租模式。著名的濕租公司有美國的亞特拉斯航空（Atlas Air），曾濕租多架波音747貨機給予中華航空。但代碼共享不是濕租。
相對於濕租則為乾租（dry lease）。

## 參看
- 民航小知识系列36：什么是飞机湿租 （页面存档备份，存于）
- 中国民用航空总局令，第30号，湿租外国民用航空器从事商业运输的暂行规定 （页面存档备份，存于）